# 玛丽亚·埃斯皮诺萨
玛丽亚·德尔罗萨里奥·埃斯皮诺萨（西班牙語：María del Rosario Espinoza，1987年11月27日—）是一名墨西哥女子跆拳道运动员。埃斯皮诺萨的父亲是一名渔夫，母亲是一名家庭主妇，她在五岁时开始练习跆拳道。埃斯皮诺萨是墨西哥国防秘书处的成员，她和其他部分顶级运动员一样为了获取稳定收入以及更完善的训练设施而加入军队。
埃斯皮诺萨在2008年北京奥运中成为历史上第二位获得奥运金牌的墨西哥女子运动员（第一位是举重选手索拉娅·希门尼斯）。另外，她也是历史上第一位连续三届奥运都获得奖牌的墨西哥女选手。